# Oleksandr Tkacenko
Oleksandr Tkacenko (în ucraineană Олександр Ткаченко; n. 15 iunie 1984, Congaz, Găgăuzia, Republica Moldova) este un politician și avocat ucrainean, deputat (din 2019) în Rada Supremă din partea partidului „Slujitorul poporului”.
S-a născut într-o familie de ucraineni din satul Congaz, RSS Moldovenească (actualmente Găgăuzia, Republica Moldova).